# Rožďalovice
Rožďalovice település Csehországban, a Nymburki járásban. Rožďalovice Libáň, Dětenice, Kopidlno, Křinec, Žitovlice, Košík és Chotěšice településekkel határos. Lakosainak száma 1663 fő (2024. január 1.).

## Népesség
A település lakosságának változását az alábbi diagram mutatja:
| Lakosok száma | 2755 | 2965 | 2532 | 2063 | 1800 | 1628 | 1624 | 1629 | 1619 | 1663 |
|               | 1869 | 1890 | 1921 | 1950 | 1980 | 2001 | 2017 | 2019 | 2022 | 2024 |